# فرابنفش فرین

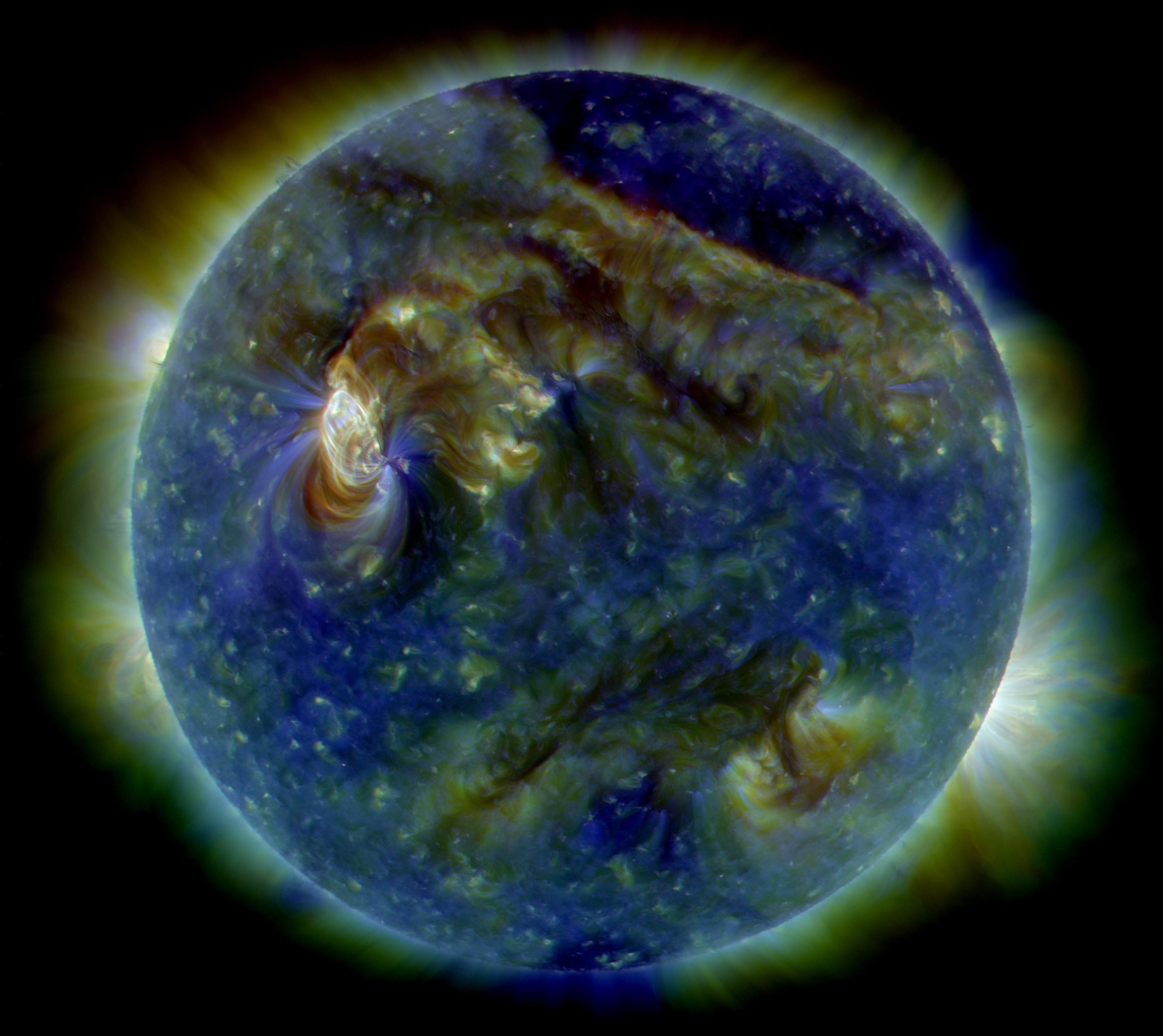
تصویر ترکیبی فرابنفش فرین از خورشید (سرخ: ۲۱٫۱ نانومتر، سبز: ۱۹٫۳ نانومتر، آبی: ۱۷٫۱ نانومتر) که توسط رصدخانه پویایی‌شناسی خورشید در ۱ اوت ۲۰۱۰ گرفته‌شده و یک شراره خورشیدی و خروج جرم از تاج خورشیدی را نشان می‌دهد.

تابش فرابنفش فرین (انگلیسی: Extreme ultraviolet) یا تابش پرانرژی فرابنفش که به اختصار EUV یا XUV نامیده می‌شود، بخشی از تابش الکترومغناطیسی در طیف الکترومغناطیسی که بازه طول‌موج ۱۲۴ تا ۱۰ نانومتر را در بر می‌گیرد و بنابراین (بر پایه رابطه پلانک-اینشتین) دارای فوتون‌هایی با انرژی ۱۰ تا ۱۲۴ الکترون‌ولت (متناسب با طول‌موج ۱۲۴ تا ۱۰ نانومتر) است. تابش فرابنفش فرین به‌صورت طبیعی توسط تاج خورشیدی و به‌صورت مصنوعی توسط منابع پلاسما، تولید هماهنگ بالا (HHG) و منبع نور سنکروترون تولید می‌شود. از آنجا که پرتو UVC (فرابنفش C) تا ۱۰۰ نانومتر ادامه دارد، در برخی شرایط با تابش فرابنفش فرین هم‌پوشانی دارد.
کاربردهای اصلی تابش فرابنفش فرین در طیف‌شناسی فوتوگسیل، تصویربرداری خورشیدی و لیتوگرافی فرابنفش فرین است.
در جو زمین، تابش فرابنفش فرین بیشترین بخش جذب‌شده از طیف الکترومغناطیس است و برای انتقال به خلاء بالا نیاز دارد.